# 巴甫洛格拉德卡區
54°12′N 73°33′E / 54.200°N 73.550°E
巴甫洛格拉德卡區（俄语：Павлоградский район），是俄羅斯的一個區，位於該國西南部，由鄂木斯克州負責管轄，面積2,500平方公里，2010年人口20,034，人口密度每平方公里8.01人。